# 伏击号巡防舰
伏击号巡防舰（HMS Ambuscade F-172）是英国皇家海军建造的21型巡防舰之一，由苏格兰的亚罗造船厂建造，1975年服役。她参与了马岛战争。1993年7月她从皇家海军退役并出售给巴基斯坦海军，更名为“塔里克”号（PNS Tariq D-181），预计在巴基斯坦海军中服役至2022年中期退役。舰名预计由巴布尔级巡防舰4号舰（F-283）传承。

## 軼聞
現任巴基斯坦海軍司令阿姆賈德·汗·尼亞佐夫曾擔任過該艦艦長。